# Energiesklave
Der Begriff „energy slave“ (deutsch: Energiesklave) wurde 1940 von Buckminster Fuller geprägt und erfuhr beginnend in den 1960er Jahren eine gewisse Verbreitung, insbesondere im Kontext von Debatten über Ökologie und Globale Gerechtigkeit. Der Begriff dient als Veranschaulichung der Menge an Energie nicht-menschlicher Herkunft, die in einer Industriegesellschaft verbraucht wird. Dabei wird diese extern verbrauchte Energie in Relation zur physikalischen Arbeitsfähigkeit eines Menschen gesetzt.

## Begriffsgeschichte
Bei seinen Betrachtungen ging Buckminster Fuller davon aus, dass ein Energiesklave das Energieäquivalent der Arbeit sei, die ein gesunder jugendlicher Mensch verrichten könnte. Die Zahl der Energiesklaven, die verwendet wurden, ergab sich für ihn aus der Menge an Energie, die der Natur in Form von Wasserkraft, fossilen Brennstoffen, Wind und Lebensmitteln entnommen wurde. Des Weiteren ging er davon aus, dass an der Ostküste der Vereinigten Staaten 1940 135 Energiesklaven für jeden Mann, jede Frau und jedes Kind arbeiteten, die in der Lage waren, ununterbrochen bei extremer Hitze und Kälte zu arbeiten.
Auch der in Belgien geborene englische physikalische Chemiker Alfred Ubbelohde verwendete diesen Begriff in seinem Buch Man and Energy.
Im deutschen Sprachraum ist die Einführung des Begriffes mit dem Namen Hans-Peter Dürr verbunden und hat sich zu einem Schlüsselbild der Umweltdebatte entwickelt.

„Der pro Kopf Energieverbrauch der Vereinigten Staaten liegt etwa bei 86.000 kWh pro Jahr. Jeder Amerikaner hat etwa 98,3 Personen-Equivalente an Energie und damit Maschinen, die für ihn arbeiten. Dies sind mehr Sklaven, als für einen römischen Adligen arbeiteten. Diese Energiesklaven treiben die Maschinen an, die Waren herstellen, unsere Felder pflügen und Bücher drucken.“

## Kritik
Bertrand de Jouvenel setzte sich kritisch mit dem Begriff des Energiesklaven auseinander. Er verwies unter anderem darauf, dass
- diese Pseudo-Sklaven im Wesentlichen nicht gerecht bzw. gleichmäßig verteilt sind, sondern dass diese hauptsächlich an kollektiven Prozessen beteiligt sind. Es seien die Früchte ihrer Energie, die uns zur Verfügung stehen.
- die Verwendung des Begriffes „slave-power“ (in Deutsch in etwa „Sklavenkraft“) impliziere eine Vielseitigkeit mechanischer Energie, die (Stand 1965) nicht angezeigt sei.
- unsere Beherrschung viele Züge einer Symbiose aufweise: „... die Maschinen dienen uns nicht, wenn wir ihnen nicht dienen, und wir müssen unsere menschliche Organisation an unsere Ausrüstung anpassen.“[11]

Bob Johnson kritisiert, dass Begriffe, wie die des Energiesklaven soziale Probleme verdecken, indem das Fortbestehen schwerer körperlicher Arbeit herunter gespielt, von der Schichtung von Privilegien in der Wirtschaft abgelenkt und indem die ökologische Rolle, die fossile Brennstoffe in der modernen Gesellschaft und ihrer Klimakrise spielen, falsch dargestellt würden.